# Jerbol Qaraschökejew

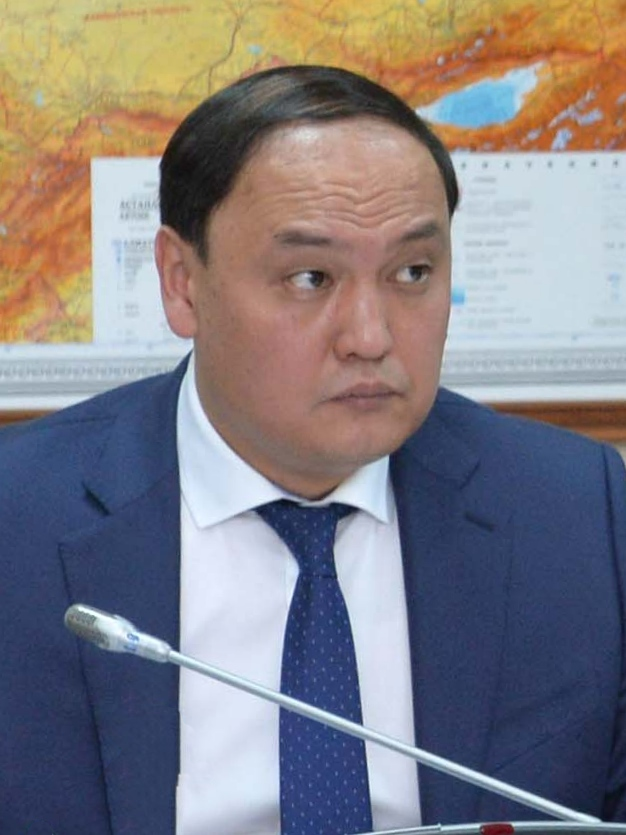
Jerbol Qaraschökejew

Jerbol Schyraqbajuly Qaraschökejew (kasachisch Ербол Шырақбайұлы Қарашөкеев Erbol Şyraqbaiūly Qaraşökeev, russisch Ербол Шыракпаевич Карашукеев Jerbol Schyrakpajewitsch Karaschukejew; * 26. November 1976) ist ein kasachischer Politiker.

## Leben
Qaraschökejew wurde 1976 geboren. Er schloss 1997 ein Studium der Rechtswissenschaften an der Kasachischen Nationalen Al-Farabi-Universität ab. 1999 erwarb er einen weiteren Abschluss in Wirtschaftswissenschaften, ebenfalls an der Al-Farabi-Universität.
Seine berufliche Laufbahn begann er 1998 bei der kasachischen Agentur für Statistik. Zwischen 1999 und 2000 war er als Berater in der kasachischen Präsidialverwaltung tätig, im Anschluss arbeitete er für verschiedene Unternehmen, bevor er ab 2006 Abteilungsleiter im kasachischen Finanzministerium war. Zwischen 2007 und 2013 hatte er verschiedene Leitungspositionen bei staatlichen Gesellschaften und Unternehmen inne. 2013 wurde er stellvertretender Vorstandsvorsitzender der Schilstroisberbank, der staatlichen Bausparkasse Kasachstans. Zwischen Januar 2016 und Januar 2019 war Qaraschökejew stellvertretender Abteilungsleiter in der Präsidialverwaltung, von Januar bis April 2019 Vorsitzender des Finanzausschusses im Finanzministerium und anschließend Vorstandsvorsitzender der staatlichen Holding KazAgro. Zwischen März und April 2021 war er erneut als Abteilungsleiter in der Präsidialverwaltung beschäftigt.
Am 12. April 2021 wurde er zum stellvertretenden Finanzminister ernannt. Nachdem der bisherige Landwirtschaftsminister Saparchan Omarow von Präsident Toqajew am 10. Juli 2021 entlassen wurde, wurde Qaraschökejew zum stellvertretenden Minister und somit zum amtierenden Landwirtschaftsminister ernannt. Am 1. September wurde er zum Landwirtschaftsminister ernannt.
Am 5. September 2023 wurde er zum Äkim (Gouverneur) des Gebietes Schambyl ernannt.